# Montesilvano (stacja kolejowa)
Montesilvano (wł. Stazione di Montesilvano) – stacja kolejowa w Montesilvano, w prowincji Pescara, w regionie Abruzja, we Włoszech. Znajduje się na linii Adriatica (Ankona – Lecce).
Według klasyfikacji RFI ma kategorię srebrną.

## Linie kolejowe
- Adriatica